# ستيوارت هاريس (كاتب)
ستيوارت هاريس (بالإنجليزية: Stuart Harris)‏ هو كاتب بريطاني، ولد في 22 أبريل 1940.

## وصلات خارجية
- ستيوارت هاريس على موقع IMDb (الإنجليزية)